# Tancredo de Galilea

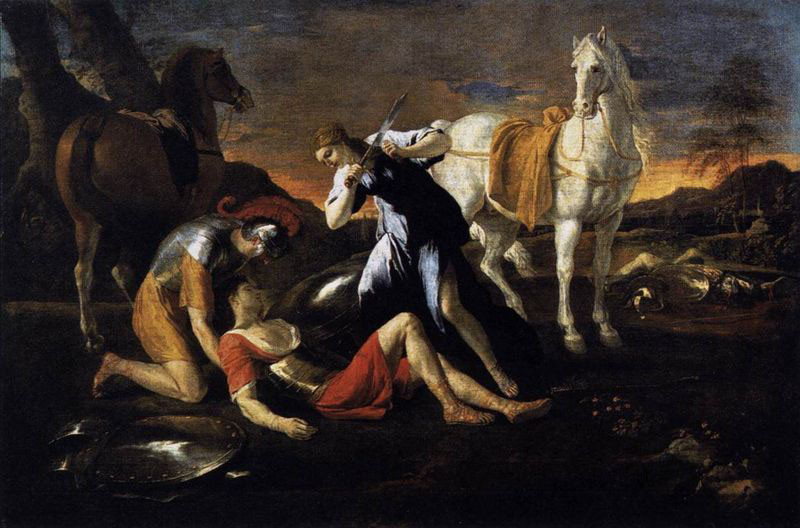
Tancredo y Herminia de Nicolas Poussin.

Tancredo de Galilea o Tancredo de Hauteville (1072 o 1076 - 5 o 12 de diciembre de 1112) fue un líder de la Primera Cruzada que después se convirtió en príncipe de Galilea y regente del Principado de Antioquía. Era hijo de Enma de Apulia, sobrino de Bohemundo de Tarento y nieto de Roberto Guiscardo.

## Historia
En 1096, Tancredo participó junto a su tío Bohemundo en la Primera Cruzada. En Constantinopla, los líderes cruzados fueron presionados por Alejo I Comneno a que le prometieran ceder al Imperio bizantino las tierras que conquistaran a los musulmanes. A pesar de que la mayoría de los restantes líderes habían prestado ya juramento al Emperador —muchos con la deliberada intención de incumplir su palabra—, Tancredo rechazó tajantemente pronunciar el juramento.
Después de participar en el cerco de Nicea en 1097, vio cómo la ciudad era tomada por el ejército de Alejo Comneno debido a las negociaciones secretas de este con los turcos Selyúcidas. A partir de este momento Tancredo no confió en los bizantinos. Más tarde ese mismo año, tomó Tarso y otras ciudades de Cilicia, y participó en el cerco de Antioquía en 1097.
Al año siguiente, durante el ataque a Jerusalén, Tancredo, y Gastón IV de Bearn, reclamaron la honra de haber sido los primeros cruzados en entrar en la ciudad el 15 de julio. Ambos hicieron centenares de prisioneros musulmanes, dando protección a algunos de estos en el tejado del Templo de Jerusalén. Pero a la mañana siguiente no pudo evitar que los cruzados masacraran a los refugiados en el templo, musulmanes y judíos, hombres y mujeres. Cuando se estableció el Reino de Jerusalén, Tancredo recibió el Principado de Galilea, vasallo de ese reino.
Tancredo renunció a su principado para hacerse regente de Antioquía en marzo de 1101, cuando su tío Bohemundo fue aprisionado por los Danisméndidas en 1100. Expandió el territorio del principado al tomar tierras de los bizantinos, a pesar de que en la década siguiente Alejo Comneno intentó, sin éxito, subyugarlo al control de su imperio.
En 1104 también se hizo regente del Condado de Edesa cuando Balduino II fue aprisionado en la batalla de Harrán. Y después de su liberación en 1108, Balduino tuvo que luchar contra Tancredo, aliándose a algunos gobernantes musulmanes locales para retomar su condado y ver a su regente y rival volver para Antioquía.
En 1109, con la muerte de Gervasio de Bazoches, Tancredo volvió a asumir el control del Principado de Galilea. Rechazó cumplir el Tratado de Devol, por el cual Bohemundo juró vasallaje a Alejo Comneno, y por varias décadas el Principado de Antioquía se mantuvo independiente del Imperio Bizantino. En 1110 tomó Krak de los Caballeros, ciudad que más tarde se haría una importante fortaleza del Condado de Trípoli. 
Tancredo permaneció regentando Antioquía, en nombre de su primo Bohemundo II hasta su muerte en 1112, durante una epidemia de Fiebre tifoidea. Se había casado con Cecilia de Francia, hija del rey Felipe I de Francia, pero murió sin descendencia.

## Tancredo en la ficción
- Tancredo surge como un personaje en el poema del siglo XVI Gerusalemme Liberata (Jerusalén liberada), de Torquato Tasso, en el cual es retratado como un héroe épico, con un amor (ficcional) por una guerrera pagana llamada Clorinda. Es amado también por la ficcional princesa Herminia de Antioquía.
- Parte de los versos de Torquato Tasso fueron adaptados por Claudio Monteverdi en su obra dramática de 1624 Il combattimento di Tancredi e Clorinda.
- En 1759 Voltaire escribió la pieza de teatro Tancrède, en la que Gioachino Rossini basó su ópera Tancredi de 1813.
- Tancredo también surge en una escena de La Tragedia del Hombre de Imre Madách.